# Compromisso (álbum de Regis Danese)
Compromisso é o terceiro álbum do cantor brasileiro Regis Danese. Inclui a canção "Faz um Milagre em Mim", que se tornou um sucesso nacional. Apesar de fontes afirmarem que o álbum vendeu 1 milhão de cópias, o álbum recebeu da ABPD o disco de ouro, equivalente a 50 mil cópias vendidas.
O álbum tem composições de Kelly Danese e Ziza Danese, respectivamente a esposa e mãe de Regis, além de composições de Joselito e Ricardo Leite. Três faixas do álbum foram gravadas ao vivo na Assembleia de Deus de Uberlândia, em Minas Gerais.

## Faixas
1. Faz um Milagre em Mim (ao vivo)
2. Te Adorar
3. Tuas Primícias
4. Eu Quero Te Agradecer
5. Compromisso (ao vivo)
6. Olhando Pro Alvo
7. Vou Mergulhar
8. Herança
9. Meu Isaque
10. Vem Me Consolar
11. Aliança (ao vivo)
12. Teu Altar

## Desempenho nas paradas musicais
| Parada musical (2009)             | Melhor posição |
| --------------------------------- | -------------- |
| Brasil (CD - TOP 20 Semanal ABPD) | 4              |

## Certificações
| Brasil (ABPD)                             | Ouro | 2008 | 50.000* |
| *número de vendas baseado na certificação |      |      |         |

## Grammy Latino 2009
O álbum "Compromisso" foi indicado ao Grammy Latino de 2009 na categoria de "Melhor Álbum Cristão em Português".